# Cyprinus barbatus
Cyprinus barbatus е вид лъчеперка от семейство Шаранови (Cyprinidae). Видът е критично застрашен от изчезване.

## Разпространение
Видът е ендемичен за езерото Ерхай в Дали, Юннан.